# Idan Rol
Idan Rol (hebr. ‏עידן רול‎, ang.: Idan Roll, ur. 27 kwietnia 1984 w Izraelu) – izraelski polityk, od 2019 poseł do Knesetu.
W wyborach parlamentarnych w kwietniu 2019 po raz pierwszy dostał się do izraelskiego parlamentu z koalicyjnej listy Niebiesko-Biali. 